# ちんすこう
ちんすこう（金楚糕）は、琉球王朝時代から沖縄県で作られている伝統的な琉球菓子。

## 概要
小麦粉、砂糖、ラードを主原料とした焼き菓子。沖縄県の土産品として有名であり、個包装された商品が土産品店で販売されている。

## 由来
由来には諸説ある。中国には桃酥という同種の焼菓子が存在し、その昔、中国南部で作られていたと言われている小麦粉に砂糖とラードを加えて蒸したカステラのような蒸し菓子が、沖縄県の気候や原料に合わせて創作されたという説や、ポルトガルの焼き菓子であるボーロがシルクロードや海路を通じて伝わった説などもある。また琉球王朝に伝わっていた菓子製造にまつわる本「菓子例帳」（かしだめしちょう。焼失したため現在は口伝の形で残るのみ）には現在と異なり、ちんすこうは赤、黄、緑の着色がされていたとある。以前は米の粉（みじん粉）を使用していたとされる材料も小麦粉へと変化している。また、ここ数年で片栗粉も使われることも多くなった。
また漢字表記の金楚糕は、「黄金色に輝き（金）、ほどけるような口当たりの（楚）焼菓子（糕）」という由来を持つ。

## 来歴
琉球王朝の後期、料理座の包丁人であった者達が冊封使の食事を賄う為に渡った中国（福州）で習得した中国菓子と、薩摩藩の在番奉行の接遇の為に石原嘉右衛門や柳屋善太郎から学んだ日本菓子を琉球独自の菓子として作り上げたもの。元来は琉球王朝の王族や貴族のみが、祝い事などの時に食べることの出来るお菓子として珍重されていた。
尚灝王、尚育王、尚泰王の3代に首里城最後の包丁人として仕えていた一世の新垣淑規（宣肇基·新垣親雲上淑規）と二世の新垣淑総から、廃藩置県後に琉球菓子の作り方を伝授された三世の新垣淑康は、1908年に沖縄初の菓子司として新垣菓子店を興し、今日のレンガ釜で焼いたちんすこうを販売した。この焼き菓子のちんすこうは船で琉球と日本本土を行き来する者達の土産品として既に重宝がられていたようだが、大きい上に、食べるとボロボロと崩れるという欠点があった。
新垣菓子店から分家独立という形で那覇市の久米に店舗を構えた新垣淑扶は、これまで菊型の丸い形をしていたちんすこうを米軍基地で使用されていたクッキーの型抜きを再利用し、一口サイズの細長い形に改良。と同時にちんすこうの大量生産（オートメーション化）を確立させた。また、半透明のビニールパッケージに小分けするという衛生面を配慮した現在のスタイルも新垣淑扶の発案である。その後、ちんすこうは沖縄県の本土復帰と沖縄国際海洋博覧会という二大イベントも重なり、沖縄県を代表する土産菓子としての認知度をさらに広めていった。
商標申請が認められなかったため、現在では様々な菓子メーカーが製造販売しているが、今なお新垣の名を継いでいるちんすこうは、新垣淑康の三男筋にあたる「琉球菓子元祖本家新垣菓子店」と六男・淑扶の「有限会社新垣菓子店（新垣ちんすこう本舗）」、七男・淑正（分家独立の話半ばに他界）の妻・カミが戦後に開業した「新垣カミ菓子店」の3店舗である。

## 商標登録について

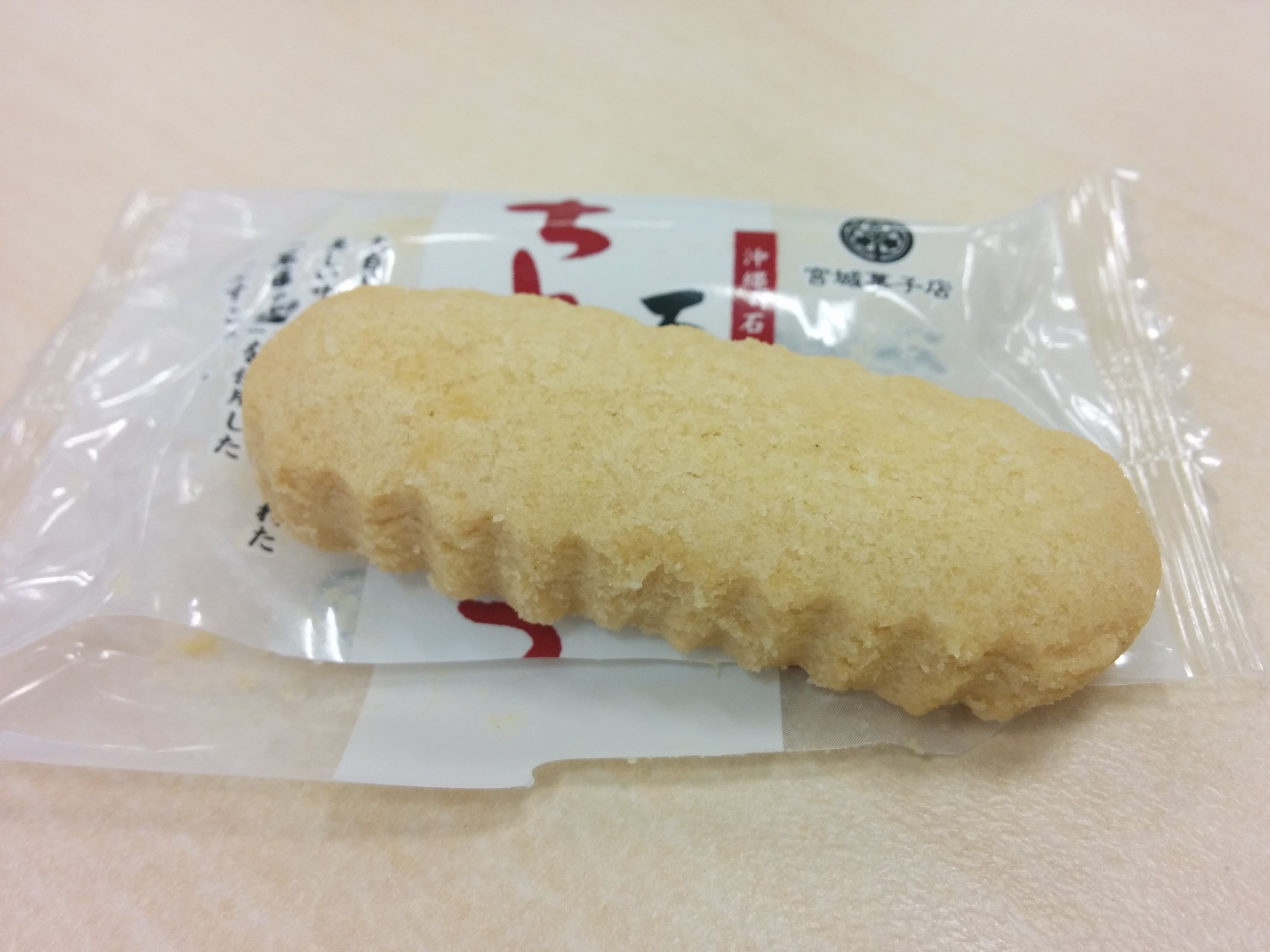
ちんすこう

- 1975年4月初旬、新垣淑扶が特許庁に「ちんすこう」の商標登録を出願するが、これよりも先に鹿児島県の菓子業者が出願していた事を知る。
- 1975年4月17日、那覇菓子組合が特許庁へ、鹿児島県の業者に対しての異議申し立てを行う。同時に新垣菓子店も鹿児島県の業者に対して異議申し立てを行う。
- 1975年5月13日、鹿児島県の業者が商標登録の出願を取り下げる。
- 1976年4月15日、新垣菓子店が出願した商標登録は「単に慣用標章を表示したにすぎない」という理由で却下される。

## ちんすこうのバリエーション
黒糖味、チーズ味、紅芋味、パイナップル味などさまざまな味のちんすこうが発売されている。
戦後のちんすこうの定番であった細長い形状にこだわらない、球形や花、シーサーをかたどったちんすこうなども発売されている。
1996年に宜野湾市のファッションキャンディという観光土産製造卸業者が、チョコレートでちんすこうをコーティングした「ちんすこうショコラ」を開発した。
2005年に南風堂から発売された「雪塩ちんすこう」は、ちんすこうの脂っこさや甘さを軽い塩味で緩和することでヒット商品となった。
素材や琉球王朝時代の製法にこだわった手作りの高級ちんすこうも発売されている。